# Territorio Britannico dell'Oceano Indiano
Il Territorio Britannico dell'Oceano Indiano (in inglese British Indian Ocean Territory, abbreviato in BIOT) è un territorio britannico d'oltremare situato nell'oceano Indiano, a metà strada tra l'Africa e l'Indonesia, precisamente a sud delle Maldive. 

## Geografia
Il territorio era un arcipelago di 58 isole che coprivano 56 chilometri quadrati. L'isola più grande è Diego Garcia, che con 32,5 chilometri quadrati rappresenta circa la metà della superficie totale del territorio. Le restanti isole sono molto più piccole, con la seconda più grande di poco più di 3,1 chilometri quadrati. Il terreno è pianeggiante e basso, con un'altitudine media di 1,33 metri sopra il livello del mare. Nel 2010, 545.000 chilometri quadrati di oceano intorno alle isole sono stati dichiarati riserva marina.
Il British Indian Ocean Territory (Constitution) Order 2004 ha definito il territorio come comprendente le seguenti isole o gruppi di isole:
- Diego Garcia
- Isole Three Brothers
- Isole Egmont
- Nelson Island
- Peros Banhos
- Isole Eagle
- Isole Salomon
- Danger Island

Queste isole e le associate barriere coralline si trovano tra 4°44 e 7°41 di latitudine sud e tra 70°47 e 72°47 di longitudine est.
Come indicato in precedenza, il territorio includeva anche Aldabra, Farquhar e Desroches tra il 1965 e il 1976; quest'ultimo gruppo di isole si trova a nord del Madagascar ed è stato annesso e poi ceduto alle Seychelles.
A Diego Garcia è presente un'importante base militare anglo-americana. Gli abitanti sono per lo più i militari della base.

Carta del Territorio Britannico dell'Oceano Indiano.

## Storia

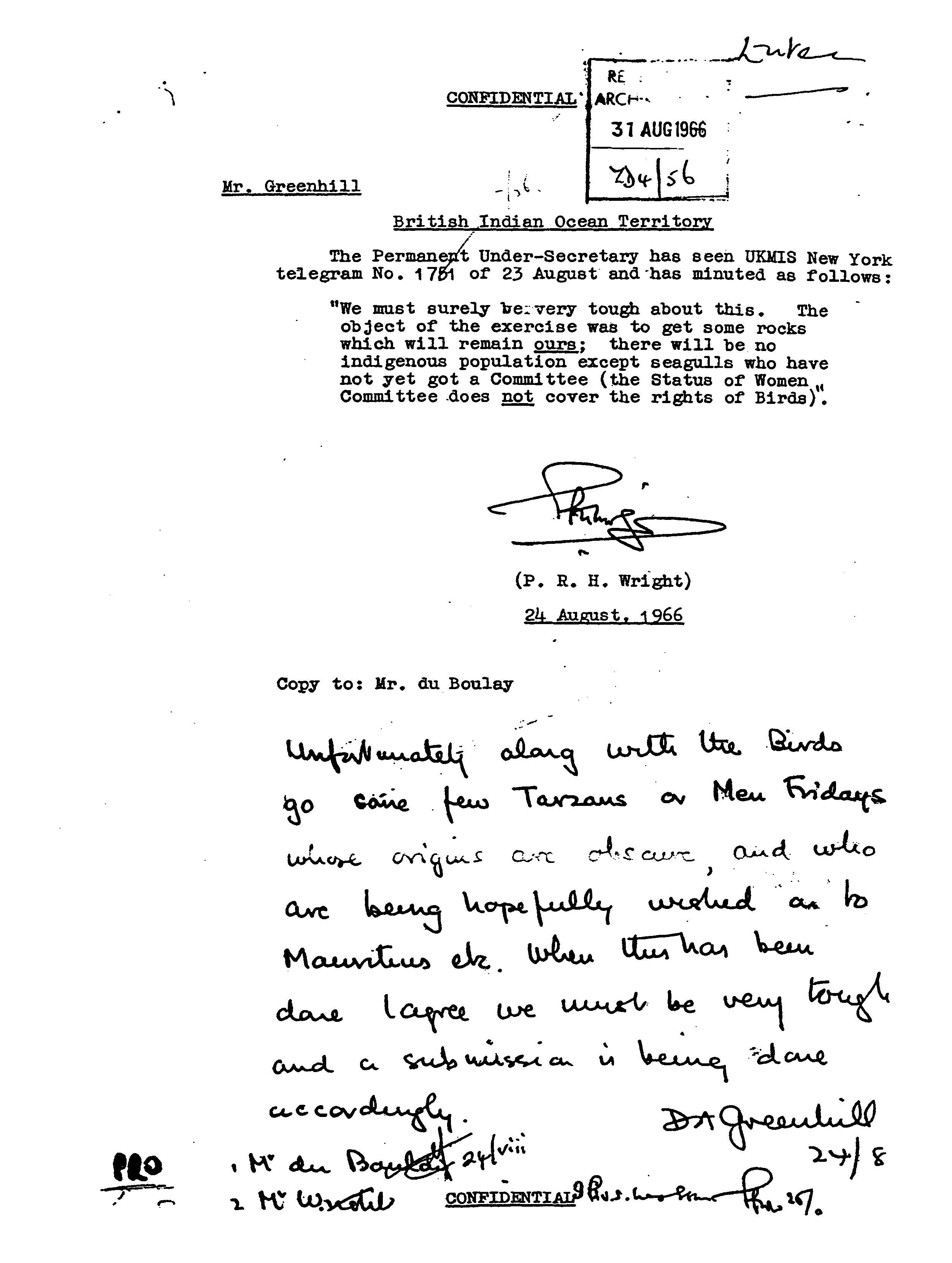
Telegramma diplomatico britannico firmato da D.A. Greenhill del 1966, relativo allo spopolamento delle Isole Chagos, dove i chagossiani vengono definiti come dei "Tarzan o Venerdì".

Questo territorio appartiene al Regno Unito fin dal 1810 e dal 1965 è stato concesso in parte in uso agli Stati Uniti. L'anno seguente iniziò la costruzione della base militare. Dopo l'indipendenza delle Seychelles nel 1976 molte isole furono cedute al nascente stato e rimasero sotto il controllo britannico solo i sei gruppi di isole più grandi dell'arcipelago Chagos, compresa l'isola Diego Garcia, sede della base navale.
In atti processuali – riferiti alla questione dei migranti tamil ivi rifugiatisi – il governo britannico ha definito l'area "costituzionalmente distinta e separata dal Regno Unito", per cui non vi si applicherebbe la convenzione di tutela dei rifugiati siglata da Londra.
Nel 2019 la Corte internazionale di giustizia e successivamente l'Assemblea generale delle Nazioni Unite hanno invitato il Regno Unito a restituire i territori alle Mauritius. Il governo Starmer ha annunciato che darà seguito all'invito, d'intesa con il governo delle Mauritius.
Il 3 ottobre 2024 una dichiarazione congiunta dei governi del Regno Unito e di Mauritius ha stabilito l'avvio della procedura per la cessione a Mauritius, garantendo al Regno Unito l'amministrazione per 99 anni dell'isola di Diego Garcia e l'impegno da parte di Mauritius di garantire il funzionamento della base militare di Diego Garcia e che sull'isola non vi sia il reinsediamento dei chagossiani deportati dagli inglesi a fine anni 1960.
La proposta ha scatenato proteste da parte dei chagossiani residenti nel Regno Unito, ed è stata successivamente messa in discussione dal neo Primo ministro di Mauritius, Navin Ramgoolam.
Il 22 maggio 2025 il Regno Unito ha firmato un trattato che prevede la cessione del Territorio alle Mauritius, mantenendo il controllo della base militare di Diego Garcia pagando un affitto annuo alle Mauritius.

## Società
L'intera popolazione di queste ultime isole, composta di circa 2 000 persone (detti îlois), fu deportata tra il 1967 e 1973 alle vicine Mauritius o Seychelles. Dopo anni di dispute internazionali per il reclamo da parte di questi due stati e dei vecchi abitanti delle restanti isole, nel 2000 una sentenza dell'Alta corte britannica aveva stabilito l'invalidità dell'espatrio di questi indigeni dalle loro terre, ma nel settembre 2003 ha altresì ribadito lo speciale status dell'isola Diego Garcia, e quindi di fatto mantenuto le restrizioni all'avvicinamento alla zona militare.
Nel giugno del 2004 il governo britannico ha confermato la decisione di impedire indefinitamente il ritorno degli îlois a Diego Garcia.
Il territorio è considerato dai viaggiatori estremi uno dei più difficili da raggiungere al mondo ed il più difficile in assoluto tra quelli nella lista del Travelers' Century Club.